# Les Vikings (film, 1928)
Pour les articles homonymes, voir Viking (homonymie).
Pour plus de détails, voir Fiche technique et Distribution.
Les Vikings (titre original :The Viking) est un film américain réalisé par Roy William Neill, sorti aux États-Unis en 1928. 
C’est le premier long métrage entièrement tourné avec le procédé bichrome Technicolor No.III.

## Synopsis
Lord Alwin, comte de Northumbrie, est capturé lors d’une expédition viking et envoyé comme esclave en Norvège. Là-bas, il est acheté par Helga, une « orpheline de sang noble » sous la tutelle de Leif Ericsson. Esclave en révolte, il échappe de peu à une exécution en demandant le jugement par un duel entre Egil et lui, dont il sort vainqueur, épargnant la vie de son adversaire. Helga livre alors son esclave à Leif Ericsson.
Leif, aidé du roi Olaf, le premier roi chrétien de Norvège, monte une expédition vers le Groenland qu’a découvert son père païen, Erik le Rouge, qui tue systématiquement tous les chrétiens sur son chemin. Quand Leif débarque auprès de son père, il est bien reçu et Eric donne même son consentement à son mariage avec Helga, mais quand il apprend que son fils s’est converti au dieu unique, il le renie, refusant de lui donner des vivres. Des heurts éclatent, obligeant Leif et Helga à s’enfuir avec l’équipage en cinglant vers leurs terres.
Sur la route du retour, Leif et Helga se déclarent mutuellement leur amour et Leif décide leur mariage à la prochaine lune. Egil, qui les accompagne dans cette expédition, est un soupirant malheureux de Helga. Par jalousie, il fomente une mutinerie de l’équipage qui appréhende cette course aux confins du monde. Quand il s’apprête à poignarder Leif, le comte esclave Alwin s’interpose et est blessé à la place de son maître. Leif se bat contre Egil et le tue. Mais il devient furieux quand la belle Helga lui confesse qu’en vérité elle a toujours été amoureuse d’Alwin. Leif est décidé à supprimer son rival, inconscient, mais sa foi chrétienne retient sa main. Plus tard, la terre nouvelle est maintenant en vue.
Leif débarque, portant une croix de fortune. Il fait ériger une tour de pierre et noue des contacts amicaux avec les indigènes. Quand il prend le large pour retourner en Norvège, Alwin, Helga et une poignée de compagnons décident de rester sur cette terre accueillante. Une voix-off déclare alors que la tour de pierre est encore sur pied, à Newport.

## Fiche technique
- Titre original : The Viking
- Réalisation : Roy William Neill
- Producteur : Herbert Kalmus
- Scénario : Randolph Bartlett (intertitres)
Jack Cunningham (scénario) d’après le roman de Ottilie A. Liljencrantz (The Thrall of Leif the Lucky, 1902)
- Production : Loew's Incorporated, Technicolor Motion Picture Corporation, Tec-Art Studios
- Distribution : Metro-Goldwyn-Mayer
- Musique : William Axt, Richard Wagner, Edvard Grieg
- Photographie : George Cave
- Montage: Aubrey Scotto
- Pays de production :  États-Unis
- Format : Couleur (Technicolor trichrome) — 35 mm — 1,20:1 — Son : Mono (Movietone)
- Genre : Film d'aventure, Film historique
- Durée : 90 minutes (1 h 30)
- Date de sortie :
  - États-Unis : 2 novembre 1928 (New York)

## Distribution
- Donald Crisp : Leif Ericsson
- Pauline Starke : Helga [Nillson]
- LeRoy Mason : Alwin
- Anders Randolf : Erik le Rouge
- Richard Alexander : Sigurd
- Harry Woods : Egil
- Roy Stewart : Roi Olaf
- Torben Meyer : Odd
- Claire McDowell : Lady Editha
- Julia Swayne Gordon : Thorhild
- Iron Eyes Cody (non crédité) : un indien

## Analyse
Le film, bien conservé, avait été salué comme le premier modèle réussi des prises de vues en couleurs. Son insuccès, à la sortie américaine (essentiellement début 1929), s’explique d’abord par la qualité médiocre de son scénario. Mais, selon le producteur Herbert  Kalmus (également président de la Technicolor Motion Picture Corporation et mari de Natalie Kalmus, la célèbre Technicolor Artistic Director ou Technicolor Consultant de la plupart des films Technicolor d’avant les années 1950), il était aussi en contradiction avec la mode masculine des cheveux plaqués et du rasage parfait, caractéristique des années d’après la Première Guerre mondiale (en opposition à la pilosité abondante généralisée dans les décennies précédentes). Les héros vikings, barbus et chevelus, ne correspondaient pas aux canons de la mode des années 1920 et, d’après Kalmus, repoussèrent le public américain. « Le héros viking avait une longue moustache (impériale), alors que le public américain préférait les jeunes premiers au visage glabre » (The Viking hero true to character had a long curling mustache, whereas American audiences prefer their lovers smooth-shaven).
Le critique de cinéma du New York Times ajoutait que les personnages semblaient débarquer tout droit d’un opéra bouffe et que les méchants, notamment quand ils étaient cadrés en gros plans, affichaient des yeux menaçants soulignés par un maquillage ridicule,.